# 清原頼業
清原 頼業（きよはら の よりなり）は、平安時代後期の貴族・儒学者。元の名は顕長のち頼滋。大外記兼助教・清原祐隆の子。官位は正五位上・大外記。死後、車折明神として祀られた。

## 経歴
康治元年（1142年）に少外記、久安6年（1150年）に直講、保元元年（1156年）に記録所寄人・助教、仁安元年（1166年）頃に大外記、のち穀倉院別当などに任ぜられ正五位上に至る。局務（大外記上首）を24年もの長きに亘り務めた。早くから藤原頼長・九条兼実などにその実務と学識を認められ、平安時代末期の動乱期の朝廷で政治の諮問に与る。
安元元年（1175年）に明経博士、治承3年（1179年）に高倉天皇侍読となっており、明経道の復興に力を入れ、広澄流清原氏に伝えられた『春秋経伝集解』は彼による講読・加筆・校訂を多く含む。

## 逸話
- 承安2年（1172年）9月に宋の明州判史が朝廷と平清盛に対し贈り物をした際、送り文の言辞が無礼であると判断し、受け取りを拒否するよう主張した。
- 頼業が『礼記』から『大学』を抄出して別格扱いとしたのは、朱熹が四書をそれぞれ独立させて新注をほどこすよりも前であるという説は、頼業の子孫である清原業忠に始まる。そこから転じて、車折神社の神体は『論語』であるという言い伝えもあった[1]。
- 藤原経宗の屋敷に祗候して出された酒を飲みながら公事について話し合うのが常だったが、用事がすんで出て行く時に必ず「あはれ一上（いちのかみ）や」とつぶやき、かつての主であり師でもあった藤原頼長を偲んでいたという[2]。

## 官歴
- 時期不詳：従五位下
- 永治2年（1142年） 正月23日：肥前介[3]
- 久寿2年（1155年） 正月23日：見直講兼周防介[4]

## 系譜
「清原系図」 より
- 父：清原祐隆
- 母：長門守清信の娘
- 妻：大監物持貞の娘
  - 男子：清原近業（1152-1183）
  - 男子：清原仲隆（1155-1225）
- 生母不詳の子女
  - 男子：清原佐光
  - 男子：清原親業[6]
  - 四男：清原良業（1164-1210）
  - 男子：清原忠業
  - 男子：清原業綱
  - 女子：高倉院女房大弐局（または帥局）
  - 女子：博士信弘妻
  - 女子：藤原光範室[7]